# Крадіжка (фільм, 1970)
«Крадіжка» (рос. «Кража») — молдовський радянський художній фільм 1970 року режисерів Олександра Гордона і Володимира Наумова.

## Сюжет
Викрадено цінний пам'ятник мистецтва — панагія (нагрудна ікона російських патріархів). Підозра падає на власника колекції, в якій була панагія, пристрасного колекціонера Олексія Бурова. Його звинувачують у тому, що він інсценував крадіжку, а сам таємно продав панагію за кордон...

## У ролях
- Олег Борисов
- Едуард Марцевич
- Тетяна Надєждіна
- Ірина Азер
- Андрій Попов - Олександр Миколайович, скульптор
- Владлен Паулус
- Наталія Величко
- Микола Бурляєв
- Михайло Єремєєв
- Тамара Логінова
- Борис Голдаєв
- Юрій Горобець
- Наташа Іванова

## Творча група
- Сценарій: Олексій Нагорний, Гелій Рябов
- Режисер: Олександр Гордон, Володимир Наумов
- Оператор: Дмитро Моторний
- Композитор: Микола Сидельников